# Poulailler
Pour le dernier étage d'une salle de théâtre, voir paradis

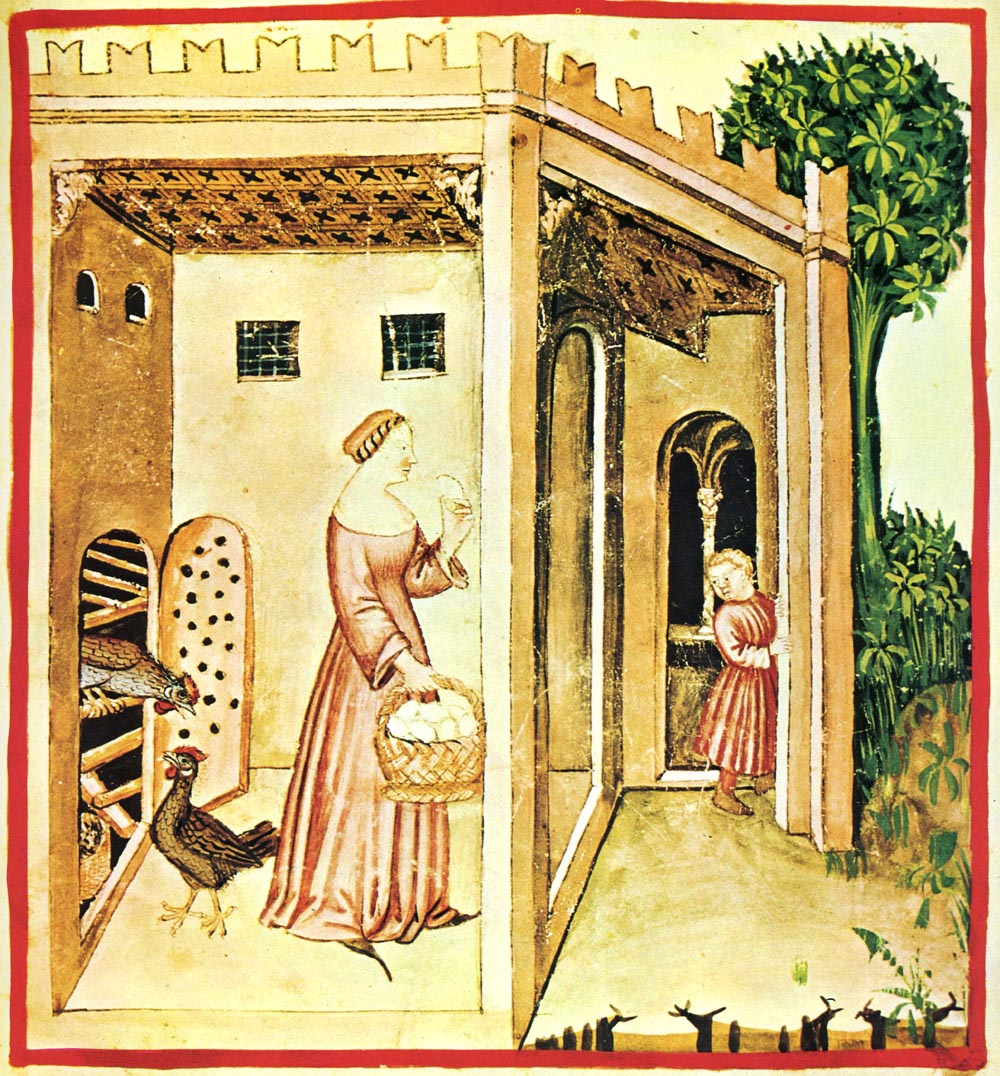
Poulailler au XIVe siècle

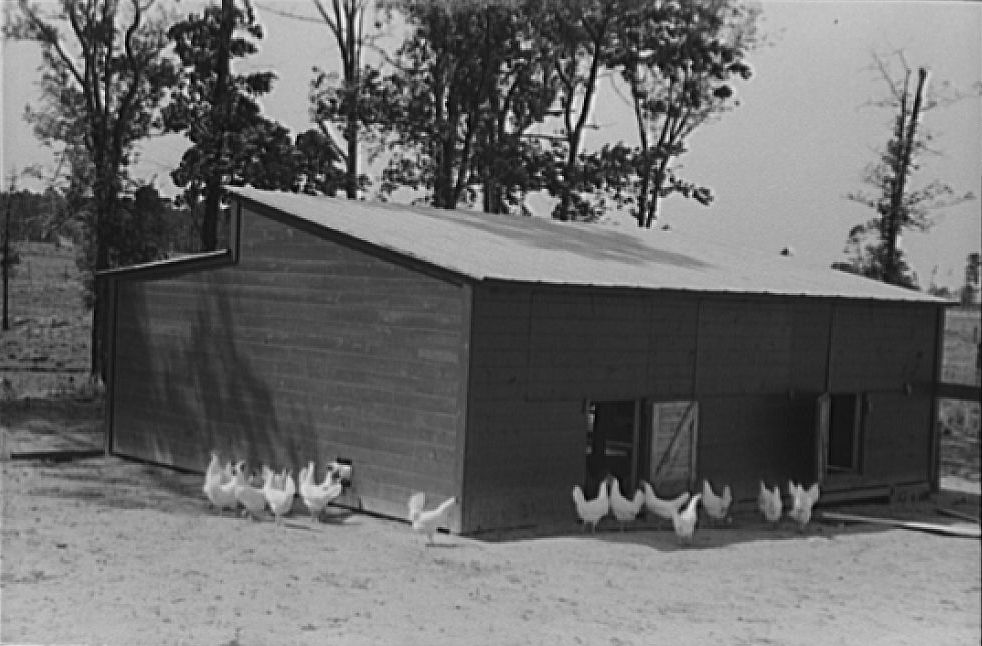
Poulailler en bois au Texas (1939)

Un poulailler est un bâtiment d'élevage de volaille, en particulier de poules, de taille modeste. Le terme peut désigner également l'enclos d'élevage à ciel ouvert pour les gallinaces. Les volailles aiment vivre à l'extérieur mais le poulailler procure un abri contre la neige, les prédateurs et pour la nuit. Chaque poule doit pouvoir disposer d'au minimum 0,5 m2 de bâtiment.
Les poulaillers sont une forme d'agriculture vivrière, souvent entretenus à l'échelle familiale, comme ressource d'appoint, pour les œufs qu'ils permettent d'obtenir, comme loisir ou pour les deux. Ils peuvent être considérés comme complémentaires à un jardin potager, car les oiseaux peuvent être nourris des surplus ou déchets verts issus du potager.

## Hygiène
Il est important de veiller à l'hygiène des poules et à celle du poulailler afin d'éviter toute maladie ou contagion au sein du poulailler. Parmi les maladies les plus fréquemment rencontrées et les plus dangereuses pour les volailles figurent notamment la maladie de Newcastle ou peste aviaire, la maladie de Marek, la coccidiose et le coryza.
Le sol du poulailler doit être nettoyé chaque mois par chaulage pour éviter le développement de maladies. Si possible, on établit des zones séparées qu'on ouvre et ferme en alternance de façon que le gazon puisse repousser en permanence sur une des parties.
Pour les petits poulaillers, on peut placer un tiroir amovible ou une fosse à fiente sous les perchoirs afin de pouvoir facilement retirer les fientes chaque jour. Les petits poulaillers sont à nettoyer toutes les deux semaines en hiver et toutes les semaines en été.

## Équipements

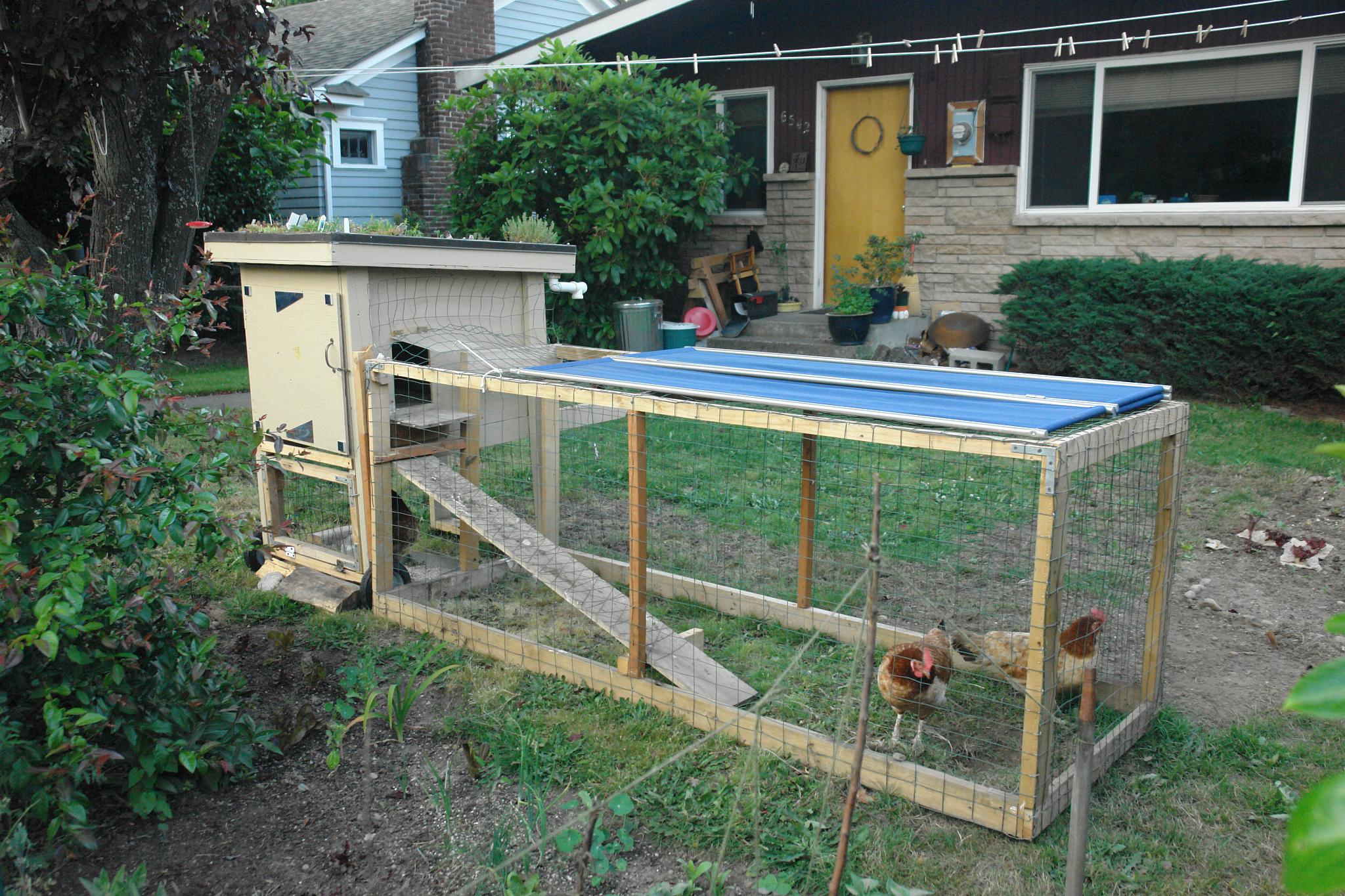
Tracteur à poules dans une cour américaine

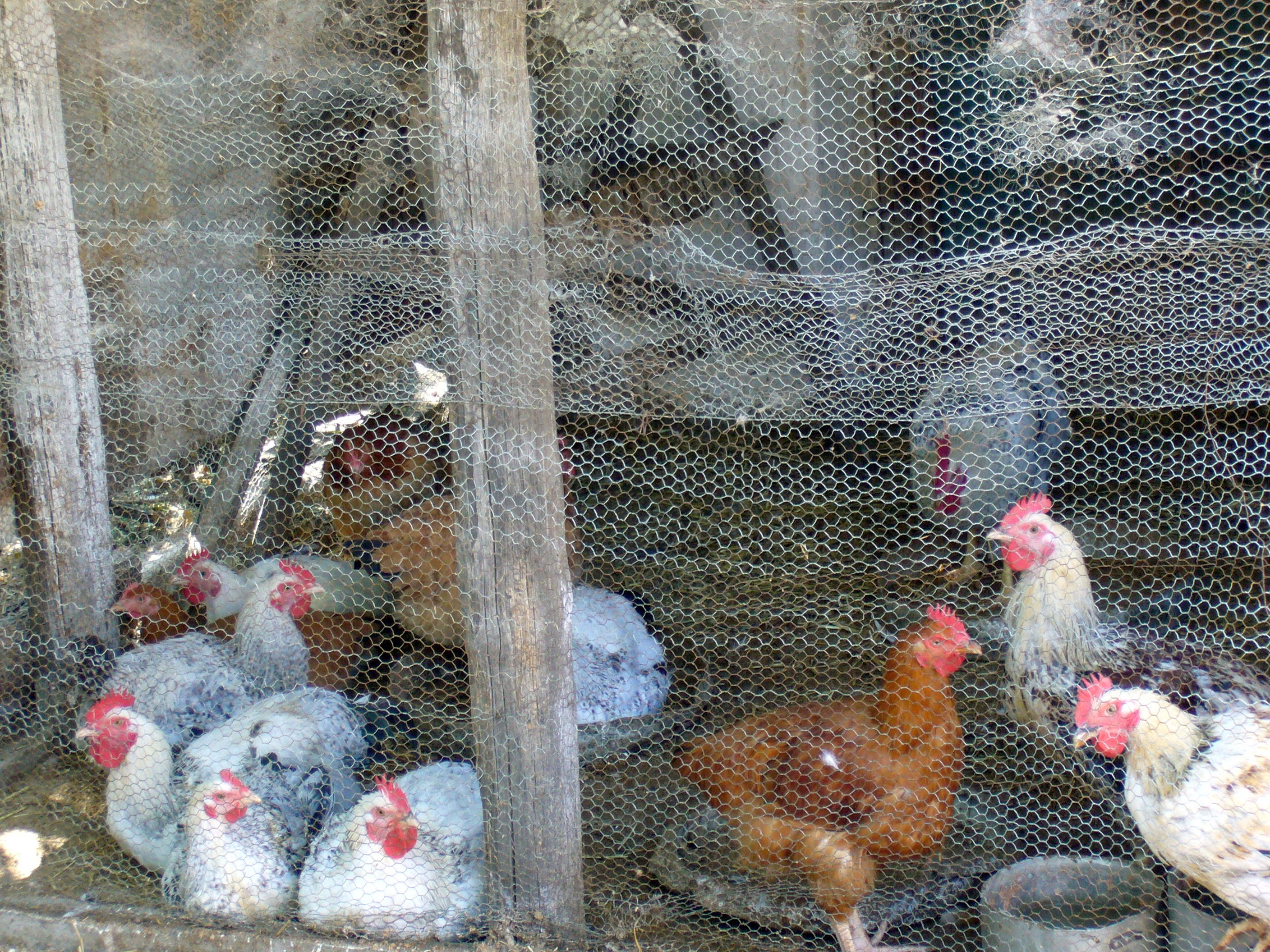
Un poulailler peut être conçu artisanalement à partir de palettes de manutention recyclées
par exemple.

L'intérieur d'un poulailler comprend en général :
- des nichoirs (ou pondoirs) d'environ 35 cm de long sur 30 cm de large et 20 cm de profondeur recouvert d'une couche de paille renouvelée chaque semaine[1]. On peut aussi utiliser de petites cagettes en bois disponibles sur les marchés (ou des caisses de vin) en veillant à les renouveler régulièrement pour éliminer les bactéries qui pourraient s'y développer. On compte un pondoir pour trois poules.

- des perchoirs où les oiseaux se tiennent la nuit en équilibre ; des perchoirs non ronds mais carrés (30 x 30 mm au minimum pour une petite poule et 55 mm pour une grosse car les pattes doivent pouvoir être quasiment à plat dessus), aux angles adoucis à raison de 30 cm par sujet minimum. Les perchoirs doivent être plus haut que les pondoirs.

- des mangeoires et abreuvoirs (possibles aussi à l'extérieur si on les place à l'ombre et en dehors d'une zone de passage). L'eau doit être changée régulièrement (chaque jour si possible).

Pour la toiture, préférez les tuiles, ardoises ou PVC aux tôles ondulées métalliques qui, outre leur aspect peu esthétique, sont brûlantes en été et glaciales en hiver. De plus, les tôles se dégradent avec le temps et l'on finit par retrouver des traces de métaux dans les œufs. Pour éviter l'humidité et pour faciliter le nettoyage du poulailler, le sol pourra être recouvert d'une bonne épaisseur de litière de paille. La paille est essentielle au confort des poules. Il est à noter que le mélange fientes de poules et paille ou copeaux donne un excellent engrais pour le potager après quelques mois de compostage.

## Température
Les poules craignent la chaleur, l'humidité et les courants d'air. Le poulailler doit maintenir un espace sec et une température adaptée. Les poules supportent assez bien le froid. Au-dessous de 8 °C cependant, la ponte diminue considérablement (la ponte est indexée sur la température et la luminosité) , l'animal a froid et est exposé aux maladies. Un système de chauffage réglé sur + 8 °C permet de contourner ce problème. Pour le préserver de l'humidité, on peut surélever le poulailler du sol.

## Exposition et orientation
La façade du poulailler doit être dirigée vers l'est car les oiseaux aiment dormir face au levant. On veillera à placer le poulailler sur un sol drainant (sablonneux) et à l'abri des courants d'air et vents froids du Nord. Les poules consomment de l'herbe et les insectes qui s'y trouvent, le poulailler devra donc être placé sur un sol engazonné.

## Sécurité

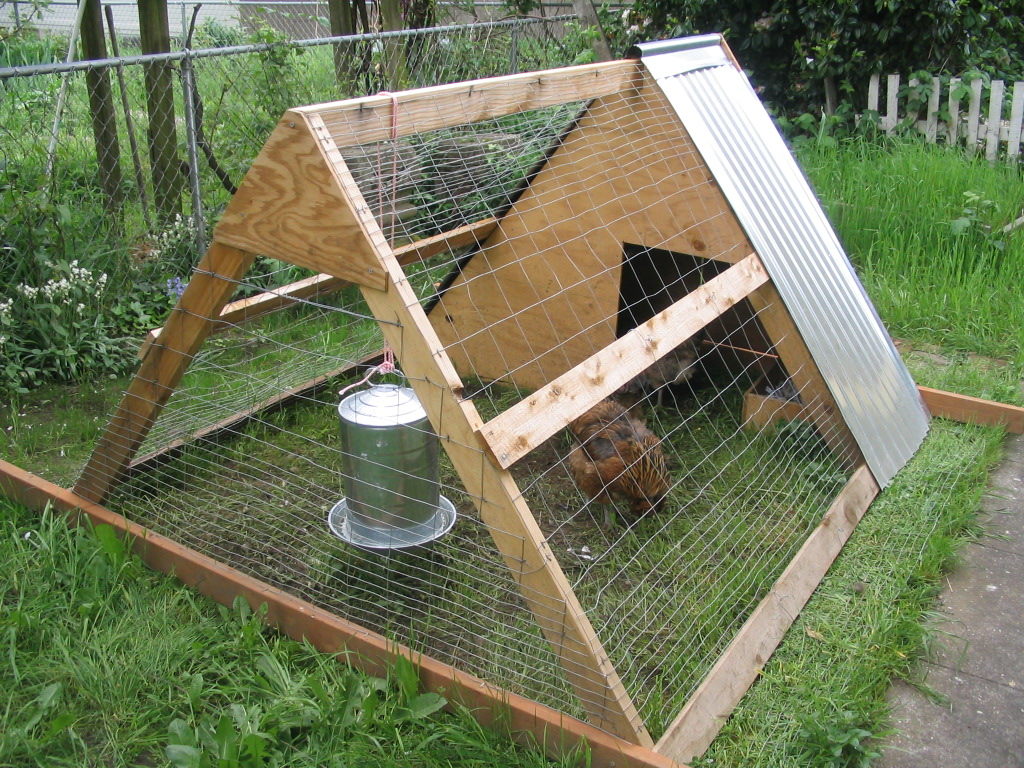
Tracteur à poules grillagé en forme de A.

Le poulailler doit interdire l'accès aux prédateurs nocturnes et diurnes : rats, belettes, visons, hérissons, buses, aigles, renards, blaireaux, fouines, etc. Cela passe par des ouvertures de taille inférieures à 2 cm² (ou grillagées) et une fermeture du poulailler la nuit.

## Alimentation
Les volailles seront nourries de verdure, de céréales et d'eau propre et fraîche. On peut placer des distributeurs automatiques contenant les céréales journalières.

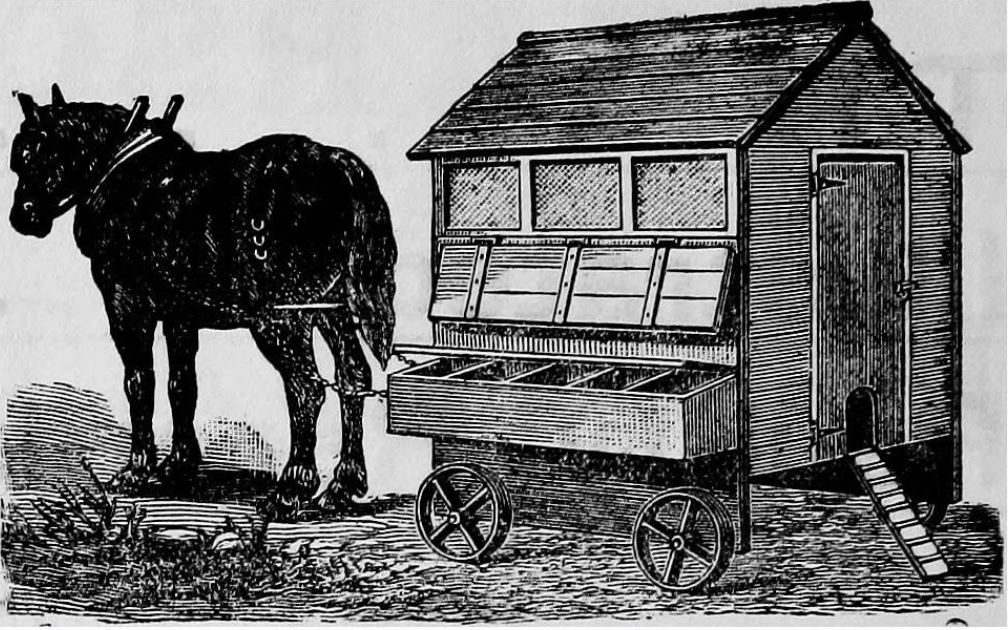
Reclame historique pour un tracteur à poules, 1910

## Poulailler mobile
En permaculture, certains éleveurs utilisent des tracteurs à poules ou « Chicken tractor », montés sur roues de manière à pouvoir déplacer les volailles sans qu'elles surexploitent le milieu et en des zones où elles peuvent aussi jouer un rôle d'auxiliaire de l'agriculture (par leurs fientes, le grattage de la couche superficielle du sol ou l'éparpillement des bouses sèches, l'élimination d'une grande partie des limaces et d'autres invertébrés parasites de plantes ou d'animaux.